# Rosemarie Precht
Rosemarie 'Rosa' Precht (Walsrode, 3 mei 1952 - Walsrode, 31 januari 1991) was een Duitse zangeres uit de NDW-periode.

## Carrière
De geschoolde architecte werkte enige tijd bij een Berlijns planbureau. Haar grootste passie was evenwel de muziek, vooral het keyboard. Ze nam afscheid van haar eerste band Insisters in 1981, wegens een aanbod van de succesvolle Duitse zangeres Ulla Meinecke. Precht was sinds 1976 de vriendin van Reinhold Heil, door wie ze Nina Hagen en alle Spliff-leden kennen leerde. De Spliff-drummer Herwig Mitteregger, sinds 1980 Meineckes producent, bood haar een baan aan bij Meinecke's band. Heil bleef tot aan haar dood haar levenspartner.
In 1982 richtten Precht en Heil het project Cosa Rosa op, Omdat het een woonkamer-project was, gebruikten ze voor de eerste langspeelplaat Traumstation alleen synthesizer en ritme-apparatuur. Het album kreeg veel goede kritieken, maar het nummer Rosa auf Hawaii kon zich niet plaatsen in de hitlijst. Er volgden nog twee albums uit Prechts pen, de singles Gefühle, Millionenmal en In meinen Armen werden kleinere radiohits. 

## Privéleven en overlijden
Door ziekte trok Rosa zich aan het eind van de jaren 1980 terug uit de muziekbusiness. Rosa Precht overleed op 31 januari 1991 op 38-jarige leeftijd aan de gevolgen van kanker en werd bijgezet in het Nedersaksische dorp Benzen, gemeente Walsrode in het familiegraf.

## Discografie
- 1983: Traumstation, Columbia/Sony
- 1985: Kein Zufall, Columbia/Sony
- 1986: Cosa Rosa, Columbia/Sony
- 2006: Millionenmal (Best Of), Sony BMG

Met Ulla Meinecke:
- 1980: Überdosis Großstadt
- 1981: Nächtelang
- 1983: Wenn schon nicht für immer, dann wenigstens für ewig
- 2012: Live @ Rockpalast (dvd, bevat het optreden van 18 juli 1981 in Keulen, Satory Säle)

Met Insisters:
- 1981: Moderne Zeiten, CBS 85448

Met Nena:
- 1983: Alligator, CBS
- 1985: Das alte Lied/Let’s Humanize, CBS

- Gemeinsame Normdatei: 134652185
- International Standard Name Identifier: 0000 0000 5774 057X
- MusicBrainz: 7101debd-b8b7-4f12-98ec-776244ceb701
- Virtual International Authority File: 79713689
- WorldCat: E39PBJd3MvMVmmv6kH76GVDyVC